# Disocactus × kimnachii
Disocactus × kimnachii, vrsta kaktusa iz Kostarike.

## O uzgoju
- Preporučena temperatura:  Noć: 10-12°C
- Tolerancija hladnoće:  držati ga iznad 10°C
- Minimalna temperatura:  15°C
- Izloženost suncu:  treba biti na svjetlu

## Sinonimi
- Nopalxochia horichii Kimnach

## Vanjske poveznice
|  | Wikivrste imaju podatke o taksonu Disocactus kimnachii |